# スーパーコップ90
『スーパーコップ90』（-ナインティ、Rainbow Drive）は、1990年のアメリカ合衆国のアクションテレビ映画。ピーター・ウェラー、セーラ・ウォード、デヴィッド・カルーソ出演。『ダイ・ハード』の原作を書いたロデリック・ソープが、1986年に発表した『Rainbow Drive』が原作である。日本では劇場公開された。本作はアメリカとイギリスではVHSのみの発売となっており、DVDはフランスでのみ発売されている。

## キャスト
| 役名                   | 俳優                     | 日本語吹き替え | 日本語吹き替え |
| 役名                   | 俳優                     | VHS版          | テレビ東京版   |
| ---------------------- | ------------------------ | -------------- | -------------- |
| マイク・ギャラガー     | ピーター・ウェラー       | 堀勝之祐       | 屋良有作       |
| ローラ・デミング       | セーラ・ウォード         | 土井美加       | 松岡洋子       |
| ラリー・ハモンド警部   | デヴィッド・カルーソ     | 曽我部和恭     | 江原正士       |
| マックス・ホリスター   | トニー・ジェイ           | 藤本譲         | 北川米彦       |
| ハンス・ローリック     | ジェームズ・ローレンソン | 柴田秀勝       | 渡部猛         |
| アゾリーニ             | ジョン・グリース         |                |                |
| マーヴィン・バージェス | ヘンリー・G・サンダース  | 飯塚昭三       | 麦人           |
| アイラ・ローゼンバーグ | クリス・マルケイ         |                |                |
| ダン・クロフォード     | ブルース・ウェイツ       | 納谷六朗       | 嶋俊介         |
| トム・カトラー         | チェルシー・ロス         | 小島敏彦       | 秋元羊介       |
| マージ・クロフォード   | ルターニャ・アルダ       |                |                |
| アヴァ・ジーフ         | メーガン・ムラーリー     |                |                |

- テレビ東京版：初回放送1992年12月17日 『木曜洋画劇場』

## スタッフ
- 監督：ボビー・ロス
- 脚本：ビル・フィリップス、ベネット・コーエン
- 原作：ロデリック・ソープ 『Rainbow Drive』
- 製作：ジョン・ヴェイチ
- 製作総指揮：マイケル・ヴァイナー（英語版）
- 撮影監督：ティム・サーステッド
- プロダクションデザイナー：クラウディオ・グスマン
- 編集：Henk Van Eeghen
- 音楽：タンジェリン・ドリーム
- 衣裳デザイン：メアリー・マリン
- 日本語字幕：川上純一
- テレビ東京版吹替
  - 翻訳：平田勝茂
  - 演出：左近允洋
  - 調整：飯塚秀保
  - 効果：PAG
  - 担当：吉田啓介
  - プロデューサー：村賀道孝、柳川雅彦
  - 製作：テレビ東京、グロービジョン

## リリース
- スーパーコップ90 [Laser Disc] 1991年3月27日 販売元：EMIミュージック・ジャパン